# Derna (ville de Libye)
Pour les articles homonymes, voir Derna.
Derna (en arabe : درنة / darnah) est une ville libyenne, ancienne capitale de la province de Cyrénaïque et capitale du district de Derna.  

## Géographie
Derna se situe entre les crêtes du Djebel Akhdar, la mer Méditerranée et le désert Libyque au sud, au débouché de l'oued Derna.

## Héritage culturel
En Libye, la ville de Derna est connue pour sa médina et son environnement naturel. La ville est le foyer de population d'origines mixtes. 
Depuis les années 1940, Derna est le centre d'un rayonnement culturel et scientifique de par la création d'écoles publiques qui remonte à l'époque ottomane et à l'occupation italienne, qui fit de Derna le centre culturel de toute la Libye. 
Elle a été l'un des foyers de contestation au pouvoir de Mouammar Kadhafi lors de la première guerre civile libyenne qui a vu la chute du régime de Kadhafi. La population de la ville largement instruite a contribué à forger un esprit militant qui a abouti à la révolte des Libyens en 2011.

## Histoire
Derna est un port qui a connu des périodes de prospérité au cours de son histoire, grâce à sa position stratégique sur la route des caravanes entre le Maghreb et le Proche-Orient et grâce à la fertilité de son arrière-pays.

### Antiquité, Moyen-Âge et période moderne
La date de la fondation de la ville n’est pas exactement connue. En effet, certains historiens estiment que la ville était habitée avant l’arrivée des Grecs, qui nomment la ville Darnis.
Quatre villes auraient été fondées près de Derna connue probablement à l’époque sous le nom d'Irasa. Plus tard, Irasa aurait rejoint les quatre villes pour former un royaume composé de cinq villes prospères, connues sous le nom de Petaos.
La Cyrénaïque, dont la capitale, Cyrène, est située à 80 km à l'ouest de Darnis, est colonisée par les Grecs à partir du viie siècle av. J.-C. La région passe en 322 av. J.-C. sous le contrôle de l'Égypte hellénistique des souverains lagides. Ceux-ci la lèguent à Rome, qui l'intègre dans son empire en 96 av. J.-C..
L'évêché de Darna (de) a été actif de 366 à 600, environ, puis sera renouvelé en 1893. Après une période de domination byzantine, la Cyrénaïque est islamisée par les Arabes au viie siècle et Derna est rattachée à la région de Barqa. Les Ottomans s'en emparent en 1517.
La ville joue un rôle significatif au cours de ce qui est connu comme la guerre de quatre ans, où Derna domine les villes de Benghazi et d’Al Marj, ses principales rivales. Derna reste une ville importante durant cette époque de la dynastie karamanli, dynastie d'origine turque de l'Empire ottoman de la régence de Tripoli entre 1711 et 1835.
Durant la guerre de Tripoli, Derna est le siège en 1805 de la première bataille en terre étrangère des États-Unis en tant qu'État souverain : la bataille de Derna.
Après la guerre italo-turque de 1911-1912, Derna passe sous contrôle italien, et le reste de jure jusqu'au traité de Paris de 1947, après la fin de la Seconde Guerre mondiale.

### Époque contemporaine

#### Première guerre civile libyenne
En 2011, durant la première guerre civile libyenne, Derna est la première ville de Libye a se libérer du régime de Mouammar Kadhafi. Elle passe sous le contrôle des djihadistes de la Brigade des martyrs d'Abou Salim, fondé par d'anciens membres du Groupe islamique combattant en Libye.
Selon une spécialiste : « Derna est isolée, militairement et économiquement, mais aussi socialement. Historiquement, c’est une ville marquée. Beaucoup de jihadistes de retour d’Afghanistan s’y sont implantés dans les années 1990. En 1996, Derna a été assiégée et matée par l’armée kadhafiste après ce qu’on a appelé "la rébellion de la montagne" ».
La ville est aux mains des insurgés mais la situation reste peu claire car selon l'ancien ministre des Affaires étrangères Khaled Kaïm, Al-Qaïda y aurait établi le 23 février un « émirat islamique » dirigé par Abdelkarim Al-Hasadi, un ancien détenu du camp de Guantánamo,. Ces islamistes auraient ainsi mené des actions comme l'obligation du port de la burqa, des assassinats pour non coopération et ils émettent par radio sur les ondes FM. Selon Khaled Kaïm, une « talibanisation » de la situation en Libye est ainsi possible. Ces informations sont cependant démenties par la population locale dès leur annonce, ainsi que par des experts internationaux le 25 février.

#### Seconde guerre civile libyenne
En octobre 2014, le Majilis Choura Chabab al-Islam, un groupe islamiste de Derna, prête allégeance à l'État islamique (EI). D'autres groupes islamistes, la Brigade des martyrs d'Abou Salim, Ansar al-Charia et Jaysh al-Islami al-Libi, fondent quant à eux le Conseil de la Choura des moudjahidines de Derna en décembre 2014,. En août 2015, l'État islamique affirme également que le groupe al-Mourabitoune, dirigé par Mokhtar Belmokhtar, a été fondé à Derna et est proche du Conseil de la Choura des moudjahidines,.
Le 10 juin 2015, l'émir de la Brigade des martyrs d'Abou Salim et son second sont assassinés à Derna par les hommes de l'État islamique. Des combats s'engagent alors dans la ville entre l'EI et le Conseil des moudjahidines de Derna. Après dix jours d'affrontements et plusieurs dizaines de morts, l'EI est chassé du centre de la ville, mais maintient sa présence dans des quartiers périphériques,,,.
La nuit du 13 au 14 novembre 2015, Abou Nabil al-Anbari, le chef de l'État islamique en Libye, est tué près de Derna par une frappe aérienne américaine menée par des chasseurs F-15,. 
En avril 2016, le Conseil de la Choura des moudjahidines de Derna repasse à l'offensive et chasse définitivement l'État islamique de Derna. Les survivants se replient sur Syrte,.
Le 26 mai 2017, en représailles à une attaque de l'État islamique contre un bus de pèlerins coptes en Égypte, l'Armée de l'air égyptienne procède à six bombardements à Derna contre des camps d'entraînement de groupes du Conseil de la Choura des moudjahidines de Derna.
Début 2018, Derna est la dernière ville de la Cyrénaïque, la région de l'est de la Libye, à échapper au contrôle du gouvernement de Tobrouk. En mai 2018, une vaste offensive de l'Armée nationale libyenne (ANL) du maréchal Khalifa Haftar débute alors contre le Conseil de la Choura des moudjahidines de Derna afin de prendre le contrôle de la ville,. Le 20 juin, la majeure partie de la ville de Derna est reconquise par l'ANL,,. La dernière poche dans le centre-ville tombe en février 2019.
En 2018, Virginie Collombier, de l'Institut universitaire européen, indique que « Derna est marginalisée. En tant que berceau du jihadisme libyen, elle souffre d’une mauvaise image. À la différence des autres localités de Cyrénaïque, ce n’est pas une ville tribale, une grande partie de ses habitants sont originaires de l’Ouest libyen. Les tribus de la région se méfient de cette ville qu’ils jugent responsables de l’insécurité. C’est aussi une cité divisée. D’un côté, la population a favorablement accueilli l’arrivée des troupes de l’ANL dans certains quartiers. De l’autre, le Conseil de la Choura des moujahidines l’a aidée a chasser l’EI, ils ont une histoire commune… ».

#### Inondations de 2023
En septembre 2023, la tempête Daniel provoque des pluies torrentielles qui font plusieurs milliers de victimes. Dans la nuit du 10 au 11 septembre, les barrages de Derna et de Mansour sur l'oued Derna, situés en amont de ce cours d'eau qui traverse la ville, sont détruits. Une grande partie de Derna est inondée et ensevelie par la boue, qui emporte tout sur son passage. Le gouvernement déclare la ville « sinistrée ». Certaines sources évoquent plus de 11 300 morts et 10 000 disparus,.

## Climat
Le climat à Derna est semi-aride. En moyenne la température à Derna est de 19,4 °C. Les précipitations annuelles moyennes sont seulement de 252 mm, mais la ville reçoit toutefois plus de précipitation que les autres villes en Libye. Des précipitations moyennes nulles font du mois de juin le mois le plus sec. Le mois de janvier, avec une moyenne de 54 mm, affiche les précipitations les plus importantes.
Avec une température moyenne de 25,3 °C, le mois d’août est le plus chaud de l'année. Au mois de janvier, la température moyenne est de 13,3 °C. Janvier est de ce fait le mois le plus froid de l'année. La variation des précipitations entre le mois le plus sec et le mois le plus humide est de 54 mm. 12,0 °C de variation sont affichés sur l'ensemble de l'année.
| Mois     | Jan. | Fév. | Mars | Avr. | Mai  | Juin | Juil. | Août | Sept. | Oct. | Nov. | Déc. |
| -------- | ---- | ---- | ---- | ---- | ---- | ---- | ----- | ---- | ----- | ---- | ---- | ---- |
| mm       | 54   | 39   | 27   | 6    | 6    | 0    | 0     | 0    | 3     | 28   | 35   | 54   |
| °C       | 13,3 | 13,5 | 15,3 | 17,8 | 20,1 | 22,9 | 24,8  | 25,3 | 24,2  | 22,3 | 18,7 | 15,1 |
| °C (min) | 8,4  | 8,6  | 10,1 | 12,3 | 14,7 | 18,0 | 20,7  | 21,2 | 19,5  | 16,8 | 13,6 | 10,1 |
| °C (max) | 18,3 | 18,5 | 20,6 | 23,3 | 25,5 | 27,9 | 29,0  | 29,5 | 29,0  | 27,8 | 23,9 | 20,1 |
| °F       | 55,9 | 56,3 | 59,5 | 64,0 | 68,2 | 73,2 | 76,6  | 77,5 | 75,6  | 72,1 | 65,7 | 59,2 |
| °F (min) | 47,1 | 47,5 | 50,2 | 54,1 | 58,5 | 64,4 | 69,3  | 70,2 | 67,1  | 62,2 | 56,5 | 50,2 |
| °F (max) | 64,9 | 65,3 | 69,1 | 73,9 | 77,9 | 82,2 | 84,2  | 85,1 | 84,2  | 82,2 | 75,0 | 68,2 |

## Principaux sites touristiques
- Médina de Derna.

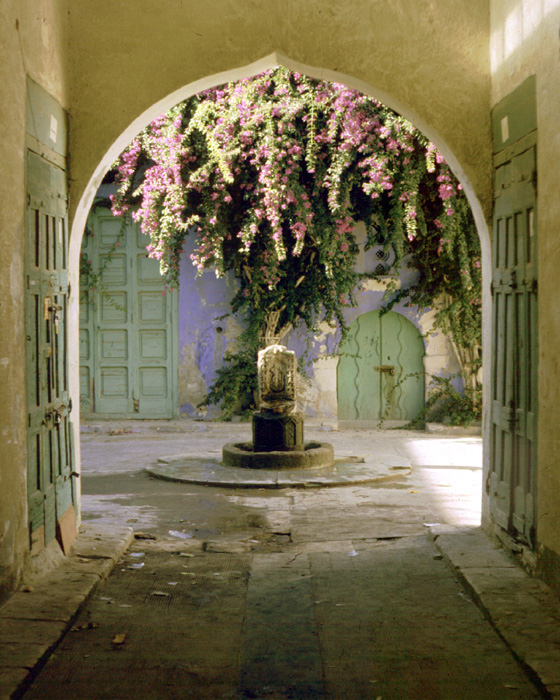
Vieux marché de Derna.

- Souk Al-dallame : marché couvert dans lequel se vendent des articles et produits traditionnels.
- Cimetière d’Al-Sahhaba : ancien cimetière où reposent environ soixante-dix des premiers conquérants de la ville.
- Mosquée d’Alattyque : édifice remontant à la première période ottomane. Sa structure se caractérise par ses 42 dômes.
- Place d’Al-hamra : place traditionnelle située dans la médina et autour de laquelle s’organisent des cafés traditionnels.
- Ancienne synagogue juive et l’église catholique, actuellement transformée en centre culturel pour la ville.
- Plage de Ras-Tin située à l’ouest et la plage de Ras-Alhillale située à l’est de la ville.
- Oued et cascade de Derna.
- Hôtel de perle de Derna.